# Modrava
Modrava település Csehországban, a Klatovyi járásban. Modrava Srní, Kvilda, Horská Kvilda, Prášily, Neuschönau, Sankt Oswald-Riedlhütte, Lindberg, Frauenau és Mauther Forst településekkel határos. Lakosainak száma 108 fő (2024. január 1.).

## Népesség
A település lakosságának változását az alábbi diagram mutatja:
| Lakosok száma | 411  | 441  | 279  | 74   | 80   | 49   | 73   | 75   | 99   | 108  |
|               | 1869 | 1890 | 1921 | 1950 | 1980 | 2001 | 2017 | 2019 | 2022 | 2024 |